# Einstrahliges Flugzeug

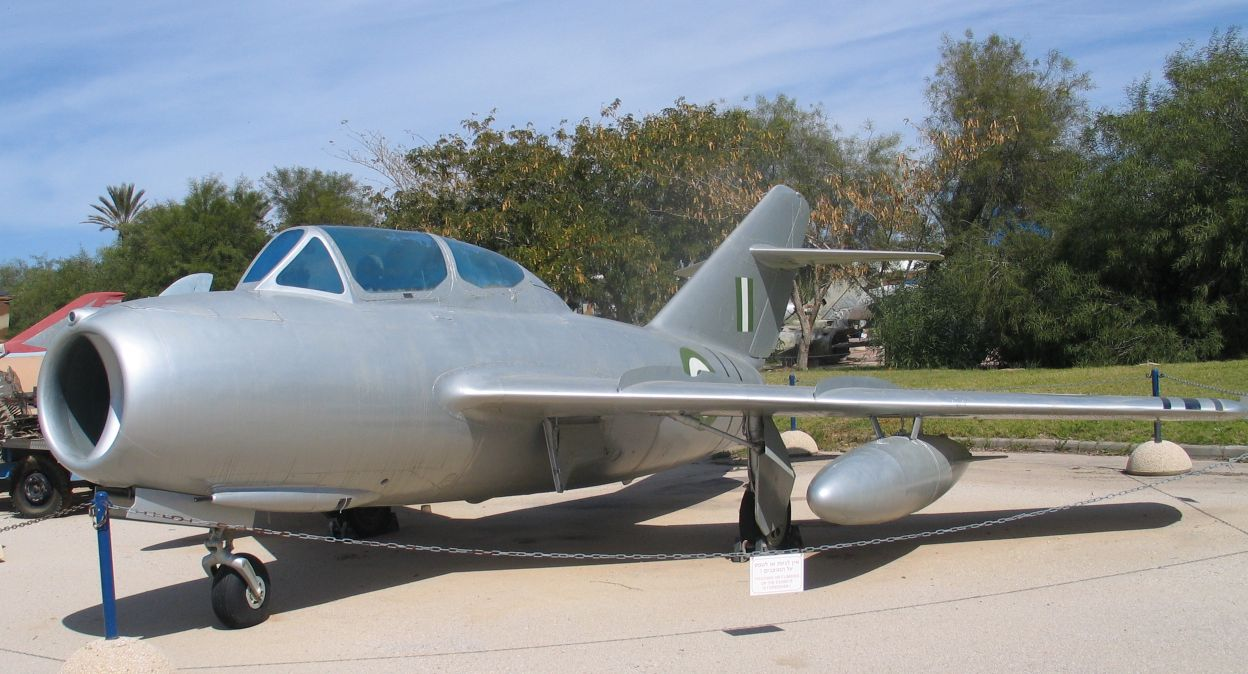
MiG-15, das meistgebaute einstrahlige Flugzeug

Einstrahlige Flugzeuge werden von einem einzigen luftatmenden Strahltriebwerk angetrieben. Sie wurden seit den 1930er-Jahren vor allem in Deutschland, in der Sowjetunion und in den USA parallel zu den Raketenflugzeugen mit regelbaren Raketenantrieben entwickelt. Raketenflugzeuge (beispielsweise von Heinkel und Messerschmitt) waren bereits frühzeitig die experimentelle Grundlage für eine Weiterentwicklung der einstrahligen Modellreihen. Der grundlegende Unterschied dieser beiden Konstruktionstypen besteht darin, dass der für die Verbrennung des Treibstoffs notwendige Sauerstoff bei einem Raketenflugzeug in Tanks mitgeführt wird und bei einem Flugzeug mit Strahlantrieb der Umgebungsluft entnommen wird.
Nach Ende des Zweiten Weltkriegs wurde auch im Vereinigten Königreich, in Frankreich, Spanien und anderen Ländern eine Vielzahl ein- und auch mehrstrahliger Flugzeugtypen entwickelt.

## Konstruktionsmerkmale
Nur bei einigen wenigen, meist experimentellen Modellen wurde bisher der Versuch unternommen, das Triebwerk oberhalb des Rumpfes zu befestigen.
Im zivilen Bereich werden einstrahlige Flugzeuge aus Sicherheitsgründen bisher nicht eingesetzt. Alle Anläufe, dieses Prinzip bei Very Light Jets (auch als Minijets bezeichnet) durchzusetzen, blieben bislang stecken.
Im militärischen Bereich eingesetzte einstrahlige Flugzeuge bestehen typischerweise aus einem sehr groß dimensionierten Hecktriebwerk, um das herum starre oder schwenkbare Tragflächen, ein Cockpit für ein oder zwei Piloten sowie Raum für eine Zuladung (z. B. Waffen) angeordnet werden. Die Tragflächen sind meist relativ klein, das Flugzeug benötigt für den Auftrieb eine hohe Geschwindigkeit. Allerdings sind Typen mit dieser Flugzeugauslegung äußerst wendig; viele davon können im Überschallbereich agieren.
Bei Ausfall des einzigen Triebwerks ist die Gleitdistanz ziemlich gering und ein Absturz oft unvermeidlich. Der oder die Piloten müssen sich ggf. mit einem Schleudersitz retten, mit dem fast alle militärischen Maschinen ausgestattet sind.
Eine neue Entwicklung seit Mitte der 1990er-Jahre ist der vermehrte Einsatz einstrahliger Flugzeuge, deren Piloten sich außerhalb des Luftfahrzeugs befinden, sog. Drohnen (engl. UAV oder UAS) zur Luftaufklärung oder zum Kampfeinsatz (engl. UCAV oder UCAS). Drohnen können von Joystick-Piloten (engl. joystick pilot) von einem beliebigen Kontrollzentrum aus gesteuert werden. Im Jahre 2009 wurden in der US Air Force erstmals mehr Joystick-Piloten ausgebildet als Piloten für Jagdflugzeuge und Bomber.

## Klassifizierung zivil genutzter einstrahliger Flugzeuge nach Abmessung und Produktion
Bei den sogenannten Minijets, Microjets oder VLJ (Very Light Jets) mit einem Strahltriebwerk befindet sich mit Ausnahme des Excel Jets, bei dem das Triebwerk in den Rumpf integriert ist, das Strahltriebwerk oberhalb des hinteren Rumpfes in der Seitenflosse. Die Tragflächen sind groß genug, um den Sicherheitsstandards für Zivilflugzeuge zu genügen. Diese Jets sind den Bereichen der Geschäftsreiseflugzeuge oder dem Lufttaxibetrieb zuzuordnen. Mehrere Modelle werden neu entwickelt oder sind in Flugerprobung. Einige Hersteller befinden sich in einem Liquidationsverfahren.
Im Segelflugzeug Schleicher ASW 20 CL-J kann ein einzelnes, optional ausklappbares Strahltriebwerk als Nachrüstsatz zur Heimkehrhilfe eingebaut werden. Bei dieser Variante dient das Strahltriebwerk primär zur Erhöhung der Sicherheit des Segelfliegers und als Starthilfe.
Hinweis zur Tabelle: Zum schnellen Überblick sind die im Jahre 2013 eingesetzten Flugzeugtypen hellblau hinterlegt. Die Spalten lassen sich durch Anklicken der kleinen Pfeile in der Überschriftenleiste sortieren.
| Flugzeugtyp               | Bild     | Produktionszeit | Länge in m (von–bis) | Spannweite in m (von–bis) | Stückzahl Produktion (bis 2010) | Stückzahl einsatzfähig (2010) | Land               | Bemerkung                                                                            |
| ------------------------- | -------- | --------------- | -------------------- | ------------------------- | ------------------------------- | ----------------------------- | ------------------ | ------------------------------------------------------------------------------------ |
| Bede BD-5J                | BD-5J    | 1980er–         | 3,88 m               | 5,18 m                    | 25+                             |                               | Vereinigte Staaten | kleinstes Strahlflugzeug der Welt; wiederholt Abstürze                               |
| Cirrus SJ50 Vision        | SJ50     | 2008–           | 9 m                  | 12 m                      | 1                               | 1                             | Vereinigte Staaten | Prototyp                                                                             |
| Diamond D-Jet             | D-Jet    | 2006–           | 11 m                 | 11 m                      | 3+                              | 3+                            | Österreich         | Prototypen, Hersteller im Liquidationsverfahren                                      |
| Eclipse 400 (früher: ECJ) | Eclipse  | 2007–           | 9 m                  | 11 m                      | 1                               | 1                             | Vereinigte Staaten | Prototyp, Hersteller im Liquidationsverfahren                                        |
| Excel Jet Sport Jet II    | [ 12 ]   | 2006–           | 10 m                 | 11 m                      | 2                               | –                             | Vereinigte Staaten | 1. Prototyp 2006 abgestürzt, 2. Prototyp: Entwicklung 2012 eingestellt.              |
| Piper PA-47 PiperJet      | PiperJet | 2008–           | 5 m                  | 14 m                      | 1                               | –                             | Vereinigte Staaten | Prototyp; Entwicklung eingestellt                                                    |
| Schleicher ASW 20 CL-J    | [ 14 ]   | 2009–           | 7 m                  | 15 m                      | 2 (ca.)                         | 2 (ca.)                       | Deutschland        | Segelflugzeug mit optionalem Strahl- oder Propellertriebwerk (seit 2009 serienreif). |
| Viper Aircraft Viperjet   |          | 1999/2005–      | 8 m                  | 8 m                       | 2 (ca.)                         | 1 (ca.)                       | Vereinigte Staaten | in Entwicklung; verkauft als Bausatz; General-Electric-Strahltriebwerk J85           |

## Klassifizierung militärisch genutzter einstrahliger bemannter Flugzeuge nach Abmessung und Produktion
In der Tabelle sind neben den Modellen mit einem reinen Strahltriebwerk zum Vergleich auch historische Flugzeuge mit einem Raketenantrieb (sog. Raketenflugzeuge) – Bachem Ba 349, Bell X-1, Bolchowitinow BI-1, DFS 346, Douglas D-558-II, Heinkel He 176, Messerschmitt Me 163, Mikojan-Gurewitsch I-270, Mitsubishi J8M, North American X-15, Saunders-Roe SR.53 und Yokosuka MXY-7 – aufgeführt, da deren Entwicklungen zeitweise unmittelbar zusammenhingen (vor dem Zweiten Weltkrieg beispielsweise bei Heinkel und Messerschmitt, danach beispielsweise bei Bell, Douglas, North American und Mikojan-Gurewitsch).
Hinweis zur Tabelle: Zum schnellen Überblick sind die im Jahre 2012 eingesetzten Flugzeugtypen hellblau hinterlegt. Die Spalten lassen sich durch Anklicken der kleinen Pfeile in der Überschriftenleiste sortieren.
| Flugzeugtyp                                          | Bild                                    | Produktion (Zeitraum)      | Länge (von–bis) in m | Spannweite (von–bis) in m | Stück Produktion (2010) | Stück einsatz- fähig (2010) | Land                                      | Bemerkung |
| ---------------------------------------------------- | --------------------------------------- | -------------------------- | -------------------- | ------------------------- | ----------------------- | --------------------------- | ----------------------------------------- | --- |
| Aeritalia G91R / Fiat G.91 Gina                      | G.91                                    | 1958–1972                  | 10–12 m              | 9 m                       | 770                     | –                           | Italien                                   | Jagdbomber, Aufklärer, Trainer; zusätzlich zweistrahlige Variante G.91Y (1966–1976)                                                           |
| Aermacchi MB 326                                     | MB 326                                  | 1962 bis Mitte 1980er      | 11 m                 | 11 m                      | 761                     | –                           | Italien                                   | |
| Aermacchi MB 339                                     | MB 339                                  | 1979–                      | 11 m                 | 11 m                      | 213+                    | 139+                        | Italien                                   | |
| Aero L-29 Delfin                                     | L-29                                    | 1963–1974                  | 11 m                 | 10 m                      | 3.500+                  | 56                          | Tschechoslowakei                          | |
| Aero L-39 Albatros                                   | L-39                                    | 1968–1999                  | 12 m                 | 10 m                      | 3.000+                  | 355+                        | Tschechien (frühere Tschechoslowakei)     | |
| Aero L-159                                           |                                         | 1997–2007                  | 13 m                 | 10 m                      | 72                      | 24                          | Tschechien (frühere Tschechoslowakei)     | |
| Alenia Aermacchi M 211 / M 311                       | M 311                                   | 1984–                      | 9 m                  | 8 m                       | 60+                     | 40+                         | Italien                                   | |
| AMX International AMX / AMX Ghibli / A-1 / AMX-T     | AMX                                     | 1986–1999                  | 13 m                 | 9 m                       | 200 (ca.)               | 133                         | Italien Brasilien                         | gemeinsam entwickelt von Alenia, Aermacchi und Embraer; zweisitzige Trainerversion AMX-T                                                      |
| Arsenal VG-90                                        | VG 90 Prototyp                          | 1949                       | 13 m                 | 13 m                      | 2                       | –                           | Frankreich                                | Prototypen eines trägergestützten Jagdflugzeugs                                                                                               |
| Atlas Cheetah                                        | Cheetah                                 | 1986 bis Mitte 1990er      | 16 m                 | 8 m                       | 70                      | –                           | Südafrika                                 | Mehrzweckkampfflugzeug, Variante der Mirage III, in Kooperation mit Israel                                                                    |
| Avro 707                                             | 707                                     | 1947–1953 (ca.)            | 13 m                 | 10 m                      | 5                       | –                           | Vereinigtes Königreich                    | Experimentaltyp |
| Bachem Ba 349                                        | Bachem                                  | 1944–1945                  | 6 m                  | 4 m                       | 11                      | –                           | Deutsches Reich                           | Raketenflugzeug, Abfangjäger |
| BAE Harrier, Sea Harrier, Harrier Jump Jet (1. Gen.) | Harrier                                 | 1967–2003                  | 13–15 m              | 7–9 m                     | 144 (?)                 | 11+                         | Vereinigtes Königreich                    | ursprünglich Hawker Siddeley Harrier, in Großbritannien 2006 außer Dienst gestellt, Sea Harrier in Indien weiter im Einsatz                   |
| BAE MD AV-8B, GR5, GR7, GR9, Harrier II (2. Gen.)    | Harrier II                              | 1978, 1985–                | 14 m                 | 9 m                       | [ 21 ]                  | 249 (ca.)                   | Vereinigtes Königreich Vereinigte Staaten | |
| BAE Hawk                                             | Hawk                                    | 1974–                      | 12 m                 | 10 m                      | 900+                    | 458+                        | Vereinigtes Königreich                    | |
| BAC Jet Provost (=Hunting Percival P-84)             | Jet Provost                             | 1958–1967                  | 10 m                 | 11 m                      | 753                     | –                           | Vereinigtes Königreich                    | |
| BAC Strikemaster                                     | Strikemaster                            | 1967–1984                  | 10 m                 | 11 m                      | 146                     | –                           | Vereinigtes Königreich                    | |
| Bell X-1                                             | X-1                                     | 1945–1955                  | 9 m                  | 9 m                       | 6                       | –                           | Vereinigte Staaten                        | Raketenflugzeug, Experimentaltyp |
| Bell X-2                                             | X-2                                     | 1955–1956                  | 12 m                 | 10 m                      | 2                       | –                           | Vereinigte Staaten                        | Experimentaltyp |
| Bell X-5                                             | X-5                                     | 1951–1958                  | 10 m                 | 10/6 m                    | 2                       | –                           | Vereinigte Staaten                        | Experimentaltyp, erster echter Schwenkflügler                                                                                                 |
| Boeing X-32                                          | X-32B                                   | 2001–2001                  | 15 m                 | 11 m                      | 2                       | –                           | Vereinigte Staaten                        | Prototyp eines Tarnkappen-Mehrzweckkampfflugzeugs im Rahmen des JSF-Programms                                                                 |
| Boeing/NASA X-43 A/B/C Scramjet                      | X-1 43A                                 | 2001–2004 (?)              | 4 m                  | 2 m                       | 3                       | –                           | Vereinigte Staaten                        | Experimentaltyp |
| Bolchowitinow BI-1                                   | BI-1                                    | 1941–1943                  | 6 m                  | 6 m                       | 8                       | –                           | Sowjetunion                               | Raketenflugzeug, Prototypen, Jagdflugzeug |
| Campini-Caproni C.C.2                                | C.C.2                                   | 1940                       | 16 m                 | 13 m                      | 2                       | –                           | Italien                                   | Prototypen |
| Canadair CL-41 / CT-41 / CT-114 Tutor                | CL-41                                   | 1963–1966                  | 10 m                 | 11 m                      | 212                     | 11 (ca.)                    | Kanada                                    | |
| Canadair CT-133 / CL-30 / T-33 Silver Star           | CL-30                                   | 1952–1956                  | 11 m                 | 11 m                      | 656                     | –                           | Vereinigte Staaten Kanada                 | Variante der Lockheed T-33 |
| CASA C-101 Aviojet / A-36M Halcon                    | C-101                                   | 1980–1985 (ca.)            | 12 m                 | 11 m                      | 143                     | 116 (ca.)                   | Spanien                                   | |
| Chengdu/CAC FC-1 Fierce Dragon, PAC JF-17 Thunder    | PAC JF-17                               | 2007–                      | 14 m                 | 9 m                       | 50+                     | 50+                         | Volksrepublik China Pakistan              | |
| Chengdu J-7 / Jian-7 / F-7                           | J-7                                     | 1967–                      | 15 m                 | 7 m                       | 2.400+                  | 978+                        | Volksrepublik China                       | Variante der MiG-21 |
| Chengdu J-10 Vigorous Dragon                         |                                         | 2003–                      | 16 m                 | 9 m                       | 150+                    | 140                         | Volksrepublik China                       | |
| Coanda-1910                                          | Coanda                                  | 1910                       | 12 m                 | 10 m                      | 1                       | –                           | Rumänien                                  | allererster Prototyp eines Thermojets |
| Convair F-102 Delta Dagger                           | F-102                                   | 1955–1964                  | 21 m                 | 12 m                      | 1.052                   | –                           | Vereinigte Staaten                        | |
| Convair F-106 Delta Dart                             | F-106                                   | 1955–1964                  | 21 m                 | 12 m                      | 364                     | –                           | Vereinigte Staaten                        | |
| Convair XF-92                                        | XF-92                                   | 1948                       | 13 m                 | 10 m                      | 1                       | –                           | Vereinigte Staaten                        | Prototyp, ehem. Lippisch P.13a |
| Dassault Étendard IV                                 | Étendard IV                             | 1962 bis Ende 1960er (?)   | 14 m                 | 10 m                      | 90                      | –                           | Frankreich                                | |
| Dassault-Breguet Super Étendard                      | Super Étendard                          | 1978 bis Anfang 1980er     | 14 m                 | 10 m                      | 74                      | 55                          | Frankreich                                | |
| Dassault Mirage III                                  | Mirage III                              | 1961 bis Ende 1960er (?)   | 14 m                 | 8 m                       | 1.422                   | 108                         | Frankreich                                | |
| Dassault Mirage 5                                    | Mirage 5                                | 1967 bis Mitte 1970er      | 15 m                 | 8 m                       | 531                     | 200                         | Frankreich                                | |
| Dassault Mirage F1                                   | Mirage F1E der Fuerza Aérea Ecuatoriana | 1973–1983                  | 15 m                 | 9 m                       | 700+                    | 182                         | Frankreich                                | |
| Dassault Mirage 2000                                 | Zwei Mirage 2000D im Flug               | 1983–                      | 14 m                 | 9 m                       | 620+                    | 528+                        | Frankreich                                | |
| Daussault M.D.450 Ouragan                            | M.D.450                                 | 1951–1958                  | 11 m                 | 13 m                      | 350 (ca.)               | –                           | Frankreich                                | |
| Daussault M.D.452 Mystère IV A                       | M.D.452                                 | 1951–1957                  | 13 m                 | 11 m                      | 166                     | –                           | Frankreich                                | |
| Dassault Super Mystère                               | Super Mystère                           | 1957–1958 (?)              | 14 m                 | 11 m                      | 178                     | –                           | Frankreich                                | |
| De Havilland D.H.100 Vampire & Sea Vampire           | D.H.100                                 | 1945 bis Anfang 1950er     | 9 m                  | 12 m                      | 4.500 (ca.)             | –                           | Vereinigtes Königreich                    | |
| De Havilland D.H.112 Venom & Sea Venom               | D.H.112                                 | 1950er                     | 9 m                  | 12 m                      | 1.400 (ca.)             | –                           | Vereinigtes Königreich                    | |
| DFS 228                                              | [ 34 ]                                  | 1944–1945                  | 11 m                 | 18 m                      | 2                       | –                           | Deutsches Reich                           | Prototypen |
| DFS 346 / OKB-2 346                                  | [ 35 ]                                  | 1945–1951                  | 14 m                 | 9 m                       | 5                       | –                           | Deutsches Reich Sowjetunion               | Raketenflugzeug, Prototypen |
| Douglas A-4 Skyhawk                                  | A-4                                     | 1955–1979                  | 12 m                 | 8 m                       | 2.960                   | 184                         | Vereinigte Staaten                        | |
| Douglas D-558-II Skyrocket                           | D-558                                   | 1948–1956                  | 13 m                 | 8 m                       | 3                       | –                           | Vereinigte Staaten                        | Raketenflugzeug, Experimentaltyp |
| Douglas F4D/F-6 Skyray                               | F4D                                     | 1956–1958                  | 14 m                 | 10 m                      | 420                     | –                           | Vereinigte Staaten                        | |
| Fairey Delta 2 (= FD2, BAC 221)                      | Fairey Delta 2                          | 1950er                     | 16 m                 | 8 m                       | 2                       | –                           | Vereinigtes Königreich                    | Überschallversuchsflugzeug, eine FD2 1954 beschädigt, andere FD2 bis 1973 im Einsatz                                                          |
| FFA P-16                                             |                                         | 1952–1958                  | 14 m                 | 11 m                      | 5                       | –                           | Schweiz                                   | Prototypen |
| FMA IA 63 Pampa                                      | IA 63                                   | 1988–1990, 2006–2007       | 11 m                 | 10 m                      | 24                      | 19                          | Argentinien                               | |
| Folland Fo.139 Midge                                 | [ 36 ]                                  | 1954–1955                  | 9 m                  | 6 m                       | 1                       | –                           | Vereinigtes Königreich                    | Prototyp, nach etwa 220 Testflügen abgestürzt                                                                                                 |
| Folland Fo.141 Gnat                                  | Gnat                                    | 1954–1965                  | 10 m                 | 7 m                       | 449                     | 3 (?)                       | Vereinigtes Königreich                    | Variante: HAL Ajeet |
| Gloster E.28/39                                      | E28/39                                  | 1941–1943                  | 8 m                  | 9 m                       | 2                       | –                           | Vereinigtes Königreich                    | Prototypen |
| Grumman F9F Panther                                  | F9F                                     | 1949–1952                  | 12 m                 | 12 m                      | 1.382                   | –                           | Vereinigte Staaten                        | |
| Grumman F-9 Cougar                                   | F-9                                     | 1952–1960                  | 14 m                 | 11 m                      | 1.926                   | –                           | Vereinigte Staaten                        | |
| Grumman F11F / F-11 Tiger                            | F-11                                    | 1954–1959                  | 14 m                 | 10 m                      | 201                     | –                           | Vereinigte Staaten                        | |
| Grumman X-29                                         | X-29                                    | 1984–1992                  | 15 m                 | 8 m                       | 1                       | –                           | Vereinigte Staaten                        | Experimentaltyp |
| Grumman XF10F Jaguar                                 | XF10F                                   | 1952                       | 17 m                 | 11/15 m                   | 1                       | –                           | Vereinigte Staaten                        | Experimentaltyp mit Schwenkflügeln |
| HAL Ajeet                                            | HAL Ajeet                               | 1976–1982                  | 9 m                  | 7 m                       | 79                      | –                           | Indien                                    | Variante der Folland Fo.141 Gnat, im Einsatz bis 1991                                                                                         |
| HAL HJT-16 Kiran II                                  | [ 40 ]                                  | 1968–1980er (?)            | 11 m                 | 11 m                      | 258                     | 174                         | Indien                                    | Strahltrainer |
| HAL HJT-36 Sitara                                    | HJT-36                                  | 2008–                      | 11 m                 | 10 m                      | 2+                      | 2+                          | Indien                                    | Prototypen, in Flugerprobung |
| HAL LCA Tejas                                        | Tejas                                   | 2001–                      | 13 m                 | 008 m                     | 8                       | 8+                          | Indien                                    | in Flugerprobung |
| Hawker Hunter                                        | Hunter                                  | 1953–1966                  | 14 m                 | 10 m                      | 1.972                   | 7+                          | Vereinigtes Königreich                    | |
| Hawker Sea Hawk                                      | Sea Hawk                                | 1951–1961                  | 12 m                 | 12 m                      | 542                     | –                           | Vereinigtes Königreich                    | |
| Hawker_P.1127 / Kestrel FGA.1                        | P.1127                                  | 1960–1966 (ca.)            | 13 m                 | 7 m                       | 14                      | –                           | Vereinigtes Königreich                    | Experimentaltyp |
| Heinkel He 162 Volksjäger                            | He 162                                  | 1944–1945                  | 8 m                  | 7 m                       | 170 (ca.)               | –                           | Deutsches Reich                           | |
| Heinkel He 176                                       | [ 45 ]                                  | 1939                       | 5 m                  | 5 m                       | 1                       | –                           | Deutsches Reich                           | Raketenflugzeug, Experimentaltyp |
| Heinkel He 178                                       | He 178                                  | 1939                       | 7 m                  | 7 m                       | 1                       | –                           | Deutsches Reich                           | Experimentaltyp |
| Henschel Hs 132                                      | [ 46 ]                                  | 1945                       | 9 m                  | 8 m                       | 1                       | –                           | Deutsches Reich                           | unvollendeter Prototyp |
| Hongdu JL-8 / NAMC K-8 Karakorum                     | JL-8                                    | 1994–                      | 12 m                 | 10 m                      | 550+                    | 370+                        | Volksrepublik China                       | |
| IAI Kfir / F21A Lion                                 | Kfir                                    | 1975–1990er (?)            | 16 m                 | 8 m                       | 273                     | 1+                          | Israel                                    | Variante der Dassault Mirage 5 |
| IAI Lavi                                             | Lavi                                    | 1986–1987                  | 15 m                 | 9 m                       | 3                       | –                           | Israel                                    | Prototypen |
| IAI Nesher / Dagger / Finger                         | Nesher                                  | 1972–1977 (ca.)            | 15 m                 | 8 m                       | 61                      | 10                          | Israel                                    | Variante der Dassault Mirage 5 |
| IAR99 / IAR-99C Șoim                                 | IAR-99                                  | 1985–2006                  | 11 m                 | 10 m                      | 27                      | 20                          | Rumänien                                  | Jettrainer und leichtes Erdkampfflugzeug |
| Jakowlew Jak-15 Type 2 / Feather (=Yak-15)           | Jak-15                                  | 1946–1947                  | 9 m                  | 9 m                       | 280                     | –                           | Sowjetunion                               | |
| Jakowlew Jak-17 Type 16 / Feather / Magnet (=Yak-17) | Jak-17                                  | 1947–1948                  | 9 m                  | 9 m                       | 430                     | –                           | Sowjetunion                               | |
| Jakowlew Jak-19 (=Yak-19)                            | [ 50 ]                                  | 1947                       | 9 m                  | 9 m                       | 2                       | –                           | Sowjetunion                               | Prototypen |
| Jakowlew Jak-23 Flora (=Yak-23)                      | Jak-23                                  | 1948–1950                  | 9 m                  | 8 m                       | 310                     | –                           | Sowjetunion                               | |
| Jakowlew Jak-30 Magnum (=Yak-30)                     | [ 52 ]                                  | 1948                       | 9 m                  | 9 m                       | 2                       | –                           | Sowjetunion                               | Trainer, Prototypen |
| Jakowlew Jak-38 Forger (=Yak-38)                     | Jak-38                                  | 1973–1980                  | 16 m                 | 7 m                       | 231                     | –                           | Sowjetunion                               | VTOL-Kampfflugzeug, entwickelt aus der Jakowlew Jak-36M                                                                                       |
| Jakowlew Jak-1000 (=Yak-1000)                        | [ 54 ]                                  | 1950–1951                  | 12 m                 | 4 m                       | 1                       | –                           | Sowjetunion                               | Experimentaltyp |
| KAI T-50 Golden Eagle / FA-50                        | T-50                                    | 2005–                      | 13 m                 | 9 m                       | 25+                     | 25                          | Südkorea                                  | Variante der F-16 |
| Lawotschkin La-15 Fantail                            | La-15                                   | 1948–1954 (ca.)            | 9 m                  | 9 m                       | 500 (ca.)               | –                           | Sowjetunion                               | |
| Lawotschkin La-150 (auch: Izdeliye 150)              | La-150                                  | 1946–1947                  | 9 m                  | 8 m                       | 15 (ca.)                | –                           | Sowjetunion                               | |
| Lockheed F-16 Fighting Falcon                        | F-16                                    | 1978–                      | 15 m                 | 9 m                       | 4.500+                  | 2.534+                      | Vereinigte Staaten                        | |
| Lockheed F-94 Starfire                               | F-94                                    | 1950–1954                  | 14 m                 | 13 m                      | 854                     | –                           | Vereinigte Staaten                        | |
| Lockheed F-104 Starfighter                           | F-104                                   | 1956–1979                  | 17 m                 | 6 m                       | 2.578                   | –                           | Vereinigte Staaten                        | |
| Lockheed P-80 Shooting Star                          | P-80                                    | 1945–1950                  | 11 m                 | 12 m                      | 1.715                   | –                           | Vereinigte Staaten                        | |
| Lockheed T-33 T-Bird                                 | T-33                                    | 1948–1959                  | 12 m                 | 13 m                      | 6.557+                  | –                           | Vereinigte Staaten                        | |
| Lockheed U-2 Dragon Lady                             | U-2                                     | 1955–1989                  | 15–19 m              | 24–31 m                   | 86                      | 33 (ca.)                    | Vereinigte Staaten                        | |
| Lockheed Martin F-35A / F-35C Lightning II JSF       | F-35A                                   | 2003–                      | 16 m                 | 11–13 m                   | 13+                     | 13+                         | Vereinigte Staaten                        | Tarnkappen-Mehrzweck- kampfflugzeug, in Flugerprobung                                                                                         |
| Martin-Marietta X-24 A/B                             | X-24                                    | 1969                       | 4–6 m                | 7–11 m                    | 2                       | –                           | Vereinigte Staaten                        | Experimentaltyp |
| McDonell Douglas F3H / F-3 Demon                     | F3H                                     | 1956–1959                  | 18 m                 | 11 m                      | 519                     | –                           | Vereinigte Staaten                        | |
| McDonnell Douglas T-45A Goshawk                      |                                         | 1991–                      | 12 m                 | 9 m                       | 207+                    | 200+                        | Vereinigte Staaten                        | Variante der BAE Hawk |
| Messerschmitt Me 163 Komet                           | Me 163                                  | 1941–1945 (ca.)            | 6 m                  | 9 m                       | 370+                    | –                           | Deutsches Reich                           | Raketenflugzeug |
| Messerschmitt P.1101                                 | [ 57 ]                                  | 1944–1945                  | 9 m                  | 9 m                       | 1                       | –                           | Deutsches Reich                           | Experimentaltyp mit Schwenkflügeln (35°-45°), Grundlage für Bell X-5                                                                          |
| Mikojan-Gurewitsch E-166                             | [ 58 ]                                  | 1959–1962 (ca.)            | 20 m                 | 9 m                       | 1                       | –                           | Sowjetunion                               | Experimentaltyp, Variante der Mikojan-Gurewitsch E-152                                                                                        |
| Mikojan-Gurewitsch I-270                             | [ 59 ]                                  | 1945–1947                  | 9 m                  | 8 m                       | 2                       | –                           | Sowjetunion                               | Raketenflugzeug, entwickelt aus der Junkers Ju 248                                                                                            |
| Mikojan-Gurewitsch MiG-15 Fagot, Midget              | MiG-15                                  | 1947 bis Ende 1950er (?)   | 10 m                 | 10 m                      | 18.000 (ca.)            | 17                          | Sowjetunion                               | |
| Mikojan-Gurewitsch MiG-17 Fresco                     | MiG-17                                  | 1951–1958 (?)              | 11 m                 | 10 m                      | 10.367                  | –                           | Sowjetunion                               | |
| Mikojan-Gurewitsch MiG-21 Fishbed                    | MiG-21                                  | 1962–1975                  | 16 m                 | 7 m                       | 10.352                  | 1.084+                      | Sowjetunion                               | |
| Mikojan-Gurewitsch MiG-23 Flogger                    | MiG-23                                  | 1967–1985                  | 17 m                 | 14/8 m                    | 5.047                   | 435                         | Sowjetunion                               | |
| Mikojan-Gurewitsch MiG-27 Flogger-D                  | MiG-27                                  | 1970–1986                  | 17 m                 | 14/8 m                    | 1.075                   | 134                         | Sowjetunion                               | |
| Mikojan-Gurewitsch MiG-105 Lapot, Spiral             | MiG-105                                 | 1964–1978 (?)              | 8 m                  | 6 m                       | 3 (?)                   | –                           | Sowjetunion                               | Experimentaltyp eines Raumgleiters; zusätzlich mit einer Hilfsrakete bestückt                                                                 |
| Mitsubishi F-2A / F-2B                               | F-2                                     | 1999–                      | 16 m                 | 11 m                      | 79+                     | 77                          | Japan                                     | frühere FS-X |
| Mitsubishi J8M                                       | J8M                                     | 1944–1945                  | 6 m                  | 10 m                      | 7                       | –                           | Japan                                     | Raketenflugzeug, Abfangjäger, Variante der Me 163                                                                                             |
| Nord 2200                                            | [ 63 ]                                  | 1949–1950                  | 14 m                 | 12 m                      | 1                       | –                           | Frankreich                                | Prototyp eines trägergestützten Abfangjägers                                                                                                  |
| North American FJ / F-1 Fury                         | FJ/F-1                                  | 1947–1958                  | 11 m                 | 9–12 m                    | 1.146                   | –                           | Vereinigte Staaten                        | |
| North American F-86 Sabre                            | F-86                                    | 1948–1956                  | 12 m                 | 12 m                      | 9.860                   | –                           | Vereinigte Staaten                        | |
| North American F-100 Super Sabre                     | F-100                                   | 1953–1959                  | 14 m                 | 12 m                      | 2.294                   | –                           | Vereinigte Staaten                        | |
| North American F-107 Ultra Sabre                     | F-107                                   | 1956–1957                  | 19 m                 | 11 m                      | 3                       | –                           | Vereinigte Staaten                        | |
| North American X-15                                  | X-15                                    | 1959–1968                  | 15 m                 | 7 m                       | 3                       | –                           | Vereinigte Staaten                        | Raketenflugzeug, Experimentaltyp |
| Northrop F-20 Tigershark                             | F-20                                    | 1982–1986                  | 14 m                 | 9 m                       | 3                       | –                           | Vereinigte Staaten                        | |
| PZL TS-11 Iskra                                      | TS-11                                   | 1964–1987                  | 11 m                 | 10 m                      | 500+                    | 42                          | Polen                                     | |
| PZL-Mielec Lim-6 / Lim-5                             | Lim-6                                   | 1955–1964 (?)              | 11 m                 | 10 m                      | 647                     | –                           | Polen                                     | Variante der MiG-17 |
| Qaher 313 / F-313 / Kaher-313                        | [ 65 ]                                  | 2013–                      |                      |                           |                         |                             | Iran                                      | angebliches Tarnkappenflugzeug, Anfang 2013 in Teheran als Mock-up vorgestellt, tatsächliche Existenz als flugfähige Konstruktion zweifelhaft |
| Republic F-84 Thunderjet                             | F-84                                    | 1947–1957                  | 12 m                 | 11 m                      | 7.524                   | –                           | Vereinigte Staaten                        | |
| Republic F-84F Thunderstreak / RF-84F Thunderflash   | F-84F                                   | 1947–1957                  | 13 m                 | 10 m                      | 2.711                   | –                           | Vereinigte Staaten                        | Weiterentwicklung des Republic F-84 Thunderjet                                                                                                |
| Republic F-105 Thunderchief                          | F-105                                   | 1957–1964                  | 20 m                 | 11 m                      | 833                     | –                           | Vereinigte Staaten                        | |
| Ryan X-13 Vertijet                                   | X-13                                    | 1955–1957                  | 7 m                  | 6 m                       | 2                       | –                           | Vereinigte Staaten                        | Experimentaltyp |
| Saab 21R                                             | Saab 21R                                | 1949–1952                  | 10 m                 | 11 m                      | 64                      | –                           | Schweden                                  | |
| Saab J 29 Tunnan                                     | Saab 29                                 | 1950–1956                  | 11 m                 | 10 m                      | 661                     | –                           | Schweden                                  | |
| Saab A/J 32 Lansen                                   | Saab 32                                 | 1953–1959                  | 15 m                 | 13 m                      | 452                     | –                           | Schweden                                  | |
| Saab J/F 35 Draken                                   | Saab 35                                 | 1955–1974                  | 15 m                 | 9 m                       | 644                     | –                           | Schweden                                  | |
| Saab J/A 37 Viggen                                   | Saab 37                                 | 1970–1990                  | 16 m                 | 11 m                      | 329                     | –                           | Schweden                                  | |
| Saab JAS 39 Gripen                                   | Saab 39                                 | 1995–                      | 14–15 m              | 8 m                       | 230+ (?)                | 207+                        | Schweden                                  | |
| Saunders-Roe SR.53                                   | [ 68 ]                                  | 1956–1957                  | 14 m                 | 8 m                       | 1                       | –                           | Vereinigtes Königreich                    | Raketenflugzeug, Prototyp eines Abfangjägers, Absturz 1958                                                                                    |
| Shenyang J-5 / JJ-5 / F-5                            | J-5                                     | 1956–1986 (ca.)            | 11 m                 | 10 m                      | 1.820+                  | –                           | Volksrepublik China                       | Variante der MiG-17 |
| SNECMA C.450 Coléoptère                              | [ 69 ]                                  | 1955–1959                  | 8 m                  | 3 m                       | 1                       | –                           | Vereinigte Staaten                        | Experimentaltyp |
| Soko Galeb G2 / G4 / J-1 Sea Gull                    | Galeb                                   | 1946–1985                  | 10 m                 | 10 m                      | 248                     | 47+                         | Jugoslawien                               | |
| Suchoi Su-7 Fitter                                   | Su-7                                    | 1957–1972                  | 17 m                 | 9 m                       | 1.847                   | –                           | Sowjetunion                               | |
| Suchoi Su-9 Fishpot                                  | Su-9                                    | 1959–1962 (ca.)            | 17 m                 | 9 m                       | 1.100 (ca.)             | –                           | Sowjetunion                               | |
| Suchoi Su-11 Fishpot-C                               | [ 70 ]                                  | 1962–1965                  | 18 m                 | 8 m                       | 108                     | –                           | Sowjetunion                               | |
| Suchoi Su-17 / 20 / 22 Fitter                        | Su-20                                   | 1969–1990                  | 19 m                 | 14/10 m                   | 2.867                   | 494 (ca.)                   | Sowjetunion                               | |
| Sud-Est Aquilon 20, 201, 202, 203, 204               | [ 73 ]                                  | 1952 bis Ende 1950er (ca.) | 11 m                 | 13 m                      | 121                     | –                           | Frankreich                                | Variante der De Havilland D.H.112 Sea Venom                                                                                                   |
| Sud-Est Mistral SE.535                               | [ 76 ]                                  | 1951–1954                  | 9 m                  | 12 m                      | 247                     | –                           | Frankreich                                | Variante der De Havilland D.H.100 Vampire |
| Supermarine Attacker                                 | Attacker                                | 1947–1953 (ca.)            | 11 m                 | 11 m                      | 183                     | –                           | Vereinigtes Königreich                    | |
| Supermarine Swift                                    | Swift                                   | 1950er (ca.)               | 13 m                 | 10 m                      | 197                     | –                           | Vereinigtes Königreich                    | |
| VFW-Fokker VAK 191 B                                 | VAK 191 B                               | 1966–1975 (ca.)            | 15 m                 | 7 m                       | 3                       | –                           | Deutschland                               | Experimentaltyp |
| Virgin Atlantic GlobalFlyer                          | 311                                     | 2005–2006                  | 14 m                 | 35 m                      | 1                       | –                           | Vereinigte Staaten                        | Experimentaltyp, ursprünglich Scaled Composites 311                                                                                           |
| Vought A-7 Corsair II                                | A-7                                     | 1965–1983                  | 14 m                 | 12 m                      | 1.269                   | 43                          | Vereinigte Staaten                        | |
| Vought F-6U / F6U Pirate                             | F-6U                                    | 1946–1950                  | 11 m                 | 10 m                      | 33                      | –                           | Vereinigte Staaten                        | |
| Vought F-8 Crusader                                  |                                         | 1955–1965                  | 17 m                 | 11 m                      | 1.261                   | –                           | Vereinigte Staaten                        | |
| Yokosuka MXY-7 Baka                                  | MXY-7                                   | 1944–1945                  | 6 m                  | 5 m                       | 850                     | –                           | Japan                                     | Raketenflugzeug, Kamikaze-Flugzeug |

## Klassifizierung militärisch genutzter einstrahliger unbemannter Flugzeuge (sog. Drohnen) nach Abmessung und Produktion
Einstrahlige Drohnen sind zwar unbemannt und derzeit im Vergleich zu den "klassischen" Flugzeugen meistens noch relativ klein in ihren Abmessungen, werden aber von außen durch sog. Joystick-Piloten gesteuert und können somit als "echte" pilotengesteuerte Flugzeuge angesehen werden. Ihre Bedeutung wird mit fortschreitender technischer Reifung in Zukunft besonders im militärischen Bereich erheblich zunehmen.
Hinweis zur Tabelle: Zum schnellen Überblick sind die im Jahre 2012 eingesetzten Flugzeugtypen hellblau hinterlegt. Die Spalten lassen sich durch Anklicken der kleinen Pfeile in der Überschriftenleiste sortieren.
| Flugzeugtyp                           | Bild            | Produktionszeit | Länge in m (von–bis) | Spannweite in m (von–bis) | Stück Produktion (2012) | Stückzahl einsatzfähig (2010) | Land                | Bemerkung |
| ------------------------------------- | --------------- | --------------- | -------------------- | ------------------------- | ----------------------- | ----------------------------- | ------------------- | --- |
| Boeing Phantom Ray                    | [ 78 ]          | 2011–           | 8–12 m               | 10–15 m                   | 1                       | 1                             | Vereinigte Staaten  | Erprobungsträger einer Tarnkappen-Drohne, Umbau des X-45C-Prototypen                                                           |
| Boeing X-45 A, C Spiral               | X-45            | 2002–           | 11 m                 | 15 m                      | 2                       | 1                             | Vereinigte Staaten  | unbemanntes Kampfflugzeug (UCAV); in Flugerprobung                                                                             |
| Dassault Neuron (auch: nEUROn)        | Neuron (Mockup) | 2005–           | 10 m                 | 12 m                      | 1                       | 1                             | Frankreich          | Tarnkappen-Kampfdrohne (UCAV); Entwicklung durch ein europäisches Konsortium, seit Ende 2012 in Flugerprobung                  |
| EADS Barracuda                        | Barracuda       | 2006–           | 7 m                  | 8 m                       | 2                       | 1                             | Deutschland Spanien | unbemanntes Kampfflugzeug (UCAV); erstes Modell 2006 abgestürzt; in Flugerprobung                                              |
| Northrop Grumman RQ-4 Global Hawk     | RQ-4            | 1998–           | 14–15 m              | 35–40 m                   | 47                      | 38                            | Vereinigte Staaten  | Drohne (UAV); hochfliegender Langstreckenaufklärer; seit 2005 in Serienproduktion; EuroHawk als europäische Variante (1 Expl.) |
| Northrop Grumman X-47A Pegasus        | X-47 A          | 2001–           | 9 m                  | 8 m                       | 1                       | 1                             | Vereinigte Staaten  | Experimentelle Kampfdrohne (UAV); seit 2003 in Flugerprobung                                                                   |
| Northrop Grumman X-47B (auch: UCAS-D) | X-47 B          | 2007–           | 12 m                 | 19/9 m                    | 1                       | 1                             | Vereinigte Staaten  | Experimentelle trägergestützte Kampfdrohne (UAV); seit 2011 in Flugerprobung; Teil des UCAS-D-Programms                        |